# Neue Bellona
Neue Bellona (Nueva Belona) fue una revista especializada en historia militar editada entre 1801 y 1806 por Heinrich von Porbeck, siguiendo la tradición de una revista anterior, Bellona, editada en 1787. El nombre de la revista era una referencia a la diosa romana de la guerra del mismo nombre. Se publicó en Leipzig hasta el inicio de las guerras de la Cuarta Coalición, alcanzando un total de 10 volúmenes publicados.
El tema principal de la revista era el análisis de las batallas de las Guerras Revolucionarias Francesas. Se convirtió muy pronto en la fuente de estudio más moderna y avanzada sobre dichos conflictos, atrayendo y publicando la obra de los críticos y pensadores militares prusianos de la época, de modo que pronto se convirtió además en la plataforma de expresión de los militares progresistas prusianos. Carl von Clausewitz publicó su primer ensayo en dicha revista, un artículo anónimo muy crítico sobre algunas conclusiones de Heinrich von Bülow, en 1805.